# Jeremiah (strip)
Jeremiah je naslov serije belgijskih stripov avtorja Hermanna Huppna. Spada  na področje post-apokaliptične znanstvene fantastike, na podlagi stripa pa je bila posneta tudi nekoliko predrugačena televizijska nadaljevanka. Jeremiah je bil ustvarjen  leta 1979 in sicer za nemško revijo Zack, pojavil pa se je tudi v drugih revijah kot so Métal Hurlant, Spirou in Politikin Zabavnik. Serial ni dokončan in trenutno obstaja 33 epizod v  holandščini in v francoščini. Velja za prvi strip, ki ga je Hermann Huppen v celoti (kot risar in pisec) ustvaril sam.

## Vsebina
Zgodba se odvija v post-apokaliptičnem svetu, v času, ko so ZDA ob koncu 20. stoletja zaradi rasnih nemirov med belci in črnci razpadle v nuklearni državljanski vojni. Svet, ki se po holokavstu počasi prebuja in postavlja na lastne noge, ločujejo velike razdalje, pogojujejo pa ga ostanki nekdanje civilizacije. Med temi manjšimi civiliziranimi žepi najdemo vse od izoliranih trdnjav z visoko tehnologijo, skritih raziskovalnih laboratorijev, velikih podjetij do rasnih skupnosti v utrjenih mestih ali na varovanih območjih. Te skupnosti se bojujejo med seboj in vplivajo na življenje ostalih, bolj običajnih ljudi, vse skupaj pa spominja na stari divji zahod. Velja zakon najmočnejšega, izolirane skupnosti, med katerimi poteka le skromna izmenjava, pogosto vodi voditelj, ki zlorablja svojo moč. Ta ponorelost Jeremiahovega sveta po drugi strani spominja tudi na težave našega lastnega sveta.
Serial o Jeremiahu se začne s prikazom pokola Jeremiahove skupnosti, za mladeniča Jeremiaha pa že v prvi epizodi poskrbi Kurdy Malloy. V kasnejših epizodah se ob mladem, a že odraslem Jeremiahu ponovno pojavi tudi Jeremiahova teta Marta, puritanska in nekoliko licemerska gospa, ki je pogosto v sporu s Kurdyjem. Jeremiah in Kurdy skupaj potujeta po deželi, sprejemata nenavadne zaposlitve in se vpletata v različne afere. V tej dvojici je Jeremiah bolj plemenit, zato se pogosto odloči pomagati drugim ljudem. Pravičniški Jeremiah tako lahko dobi celo viteško podobo. Jeremiah namreč izhaja iz skupnosti, kjer je poštenje nekaj veljalo, in ko iz sveta naivnosti postopoma odrašča v kruti svet, kljub nekaterim moralnim izzivom v katere se zaplete (uboj človeka, kraja), ostaja pozitiven lik, ki ohranja nek poseben čut za moralno. Kurdy Malloy  je po drugi strani cinik irskega porekla, samotar na muli, s čelado, dolgo kitko in verižico z napisom Mother (mati). Je poln ukan in nagel na revolverju. Je brez moralnega čuta, oportunist, nikoli ni jasno ali bi mu verjeli ali ne, po Hermannu je Kurdy tip čoveka, ki bi bil za dobro plačilo sposoben ubiti tudi svojega prijatelja Jeremiaha. V serialu se sicer pojavlja še več izrazitih in dobro dodelanih značajev, npr. nevarni, pokvarjeni, zarotniški, hladnokrvni Kurdyjev znanec - plačanec Stonebridge, umetnik- čarodej Pinkas, samovšečen in negativen lik, ki v zameno za pozornost lahko drugim tudi pomaga, a s svojim opičnjaškim spremljevalcem Idiamhom deluje kot indijanski tajni agent in plačani morilec,  v treh epizodah pa se pojavi tudi lepotica Lena Toshida, snobovska in razvajena aziatska hči denarnega in naftnega mogotca, ki se z Jeremiahom zaplete v ljubezensko razmerje.
Med posameznimi epizodami praviloma ni močne povezave, zato lahko vsako med njimi prebiramo posebej. Hermann sam opozarja, da ima rad nenavadne svetove in naravo, in da so sodobna mesta zanj iz umetniškega vidika preveč dolgočasna, prehladna, sterilna, zato išče zgodbe, umeščene v zanimive, posebne kraje, kar povsem ustreza prikazom v Jeremiahu. Jeremiah kot nesentimentalen strip skozi futuristično sceno razgalja težave sodobnega sveta: tako že v prvi epizodi obravnava vprašanje upora proti ustrahovalnim oblastem. Serial obravnava tudi nerešena vprašanja glede odnosa med belci in črnci, vprašanje Indijancev, probleme, povezane z rasizmom, suženjstvom, drogami, sektami, izsiljevanjem, korupcijo, umori, pedofilijo, smrtno kaznijo itd. V nekaterih epizodah se Hermann Huppen spusti v fantastične zgodbe, za katere pa namenoma noče ponujati razlage. Tako se v četrti epizodi z naslovm Smrtonosni pogled pojavi Idiamh, močno, gibčno in zakrito opičnjaško bitje, katerega pogled lahko lomi veje ali pri čoveku povzroči otopelost, V epizodi Pobesnele vode pa se pojavijo nenavadna z algami porasla močvirska bitja, podobna ljudem.

## Objave
Kar se tiče prvenstva so Hermannu Huppnu pogosto očitali, da je navdih za Jeremiahove avanture prekopiral iz avstralske filmske uspešnice Pobesneli Max, toda Huppen v svoj bran trdi, da je režiser George Miller svojega prvega Pobesnelega Maxa posnel leta 1979, sam pa da je svoj serial o Jeremiahu zasnoval že leta 1977. Jeremiah je s strani kritikov v Evropi dobro sprejet, dosegel je kultni status in je tudi komercialno uspešen projekt. Kljub poskusom prodora na ameriško tržišče slednji ni uspel zaradi drugačnega okusa bralcev ameriškega stripa. Jeremiah je danes objavljen v mnogih jezikih. V slovenščini so se pojavili prvi prevodi že v Politikinem zabavniku v času do 1989 (epizode Noč ujed, Usta, polna peska, Poskusni zajček za večnost), sedaj pa je prevedenih že prvih devet epizod (in sicer v zbornikih - Integralih- po tri epizode), poleg tega pa tudi epizode od številke 27 do 32.

### EpizodeJeremiahav francoskem in slovenskem jeziku
| Zaporedje v izdaji | Francoski naslov              | Datum francoske izdaje | Naslov slovenske izdaje    | Datum slovenske izdaje | Opombe                                                                                   |
| ------------------ | ----------------------------- | ---------------------- | -------------------------- | ---------------------- | ---------------------------------------------------------------------------------------- |
| 1                  | La Nuit des rapaces           | april 1979             | Noč ujed                   | 2011                   | Politikin zabavnik v črno-beli izvedbi (pred koncem 1989); nato 2011 kot del Integrala 1 |
| 2                  | Du sable plein les dents      | oktober 1979           | Usta, polna peska          | 2011                   | Politikin zabavnik v črno-beli izvedbi (pred koncem 1989); nato 2011 kot del Integrala 1 |
| 3                  | Les Héritiers sauvages        | januar1980             | Divji nasledniki           | 2011                   | Politikin zabavnik v črno-beli izvedbi (pred koncem 1989); nato 2011 kot del Integrala 1 |
| 4                  | Les Yeux de fer rouge         | julij 1980             | Smrtonosni pogled          | 2012                   | Politikin zabavnik v črno-beli izvedbi (pred koncem 1989); nato 2012 kot del Integrala 2 |
| 5                  | Un cobaye pour l'éternité     | maj 1981               | Poskusni zajček za večnost | 2012                   | Politikin zabavnik v črno-beli izvedbi (pred koncem 1989); nato 2012 kot del Integrala 2 |
| 6                  | La Secte                      | februar 1982           | Sekta                      | 2012                   | Kot del Integrala 2                                                                      |
| 7                  | Afromerica                    | september 1982         | Afromerika                 | 2013                   | Kot del Integrala 3                                                                      |
| 8                  | Les Eaux de la colère         | april 1983             | Pobesnele vode             | 2013                   | Kot del Integrala 3                                                                      |
| 9                  | Un hiver de clown             | november 1983          | Klovnska zima              | 2013                   | Kot del Integrala 3                                                                      |
| 10                 | Boomerang                     | oktober 1984           | Bumerang                   | v tisku                | Kot del Integrala 4                                                                      |
| 11                 | Delta                         | oktober 1985           | Delta                      | v tisku                | Kot del Integrala 4                                                                      |
| 12                 | Julius et Romea               | oktober 1986           | Julius in Romea            | v tisku                | Kot del Integrala 4                                                                      |
| 13                 | Strike                        | maj 1988               | ni prevedeno               | ni prevedeno           | ni prevedeno                                                                             |
| 14                 | Simon est de retour           | september 1989         | ni prevedeno               | ni prevedeno           | ni prevedeno                                                                             |
| 15                 | Alex                          | september 1990         | ni prevedeno               | ni prevedeno           | ni prevedeno                                                                             |
| 16                 | La Ligne rouge                | oktober 1992           | ni prevedeno               | ni prevedeno           | ni prevedeno                                                                             |
| 17                 | Trois motos... ou quatre      | februar 1994           | ni prevedeno               | ni prevedeno           | ni prevedeno                                                                             |
| 18                 | Ave Caesar                    | maj 1995               | ni prevedeno               | ni prevedeno           | ni prevedeno                                                                             |
| 19.                | Zone frontière                | april 1996             | ni prevedeno               | ni prevedeno           | ni prevedeno                                                                             |
| 20                 | Mercenaires                   | september 1997         | ni prevedeno               | ni prevedeno           | ni prevedeno                                                                             |
| 21                 | Le Cousin Lindford            | oktober 1998           | ni prevedeno               | ni prevedeno           | ni prevedeno                                                                             |
| 22                 | Le Fusil dans l'eau           | marec, 2001            | ni prevedeno               | ni prevedeno           | ni prevedeno                                                                             |
| 23                 | Qui est renard bleu?          | marec 2002             | ni prevedeno               | ni prevedeno           | ni prevedeno                                                                             |
| 24                 | Le Dernier Diamant            | april 2003             | ni prevedeno               | ni prevedeno           | ni prevedeno                                                                             |
| 25                 | Et si un jour, la Terre...    | april 2004             | ni prevedeno               | ni prevedeno           | ni prevedeno                                                                             |
| 26                 | Un port dans l'ombre          | oktober 2005           | ni prevedeno               | ni prevedeno           | ni prevedeno                                                                             |
| 27                 | Elsie et la rue               | januar 2007            | Elsie in ulica             | 2007                   | brez opomb                                                                               |
| 28                 | Esra va très bien             | januar 2008            | Esri gre dobro             | 2008                   | brez opomb                                                                               |
| 29                 | Le petit chat est mort        | januar 2010            | Mali muc je mrtev          | 2010                   | brez opomb                                                                               |
| 30                 | Fifty-Fifty                   | februar 2011           | 50:50                      | 2011                   | brez opomb                                                                               |
| 31                 | Le panier de crabes           | januar 2012            | Družinske zdrahe           | 2011                   | Navedba slovenske letnice je leto starejša od navedbe letnice francoske izdaje (?)       |
| 32                 | Le Caïd                       | februar 2013           | Glavar                     | 2012                   | Navedba slovenske letnice je leto starejša od navedbe letnice francoske izdaje (?)       |
| 33                 | Un gros chien avec une blonde | september 2014         | ni prevedeno               | ni prevedeno           | ni prevedeno                                                                             |

## Televizijska nadaljevanka
Na osnovi stripa je nastala ameriška televizijska nadaljevanka  Jeremiah. Toda ta nadaljevanka se v marsičem razlikuje od svoje stripovske predloge- zaradi temnopoltega občinstva je vlogo Kurdyja zaigral temnopolti igralec Malcolm-Jamal Warner, pa tudi Luke Perry po videzu ni podoben  stripovskem Jeremiahu. Ker je serija ameriška, do propada ne prode zaradi nuklearne apokalipse, ki bi jo povzročili rasni nemiri v ZDA, ampak propad povzroči smrtonosni virus, zaradi katerega je odraslo prebivalstvo pomrlo.